# Virgen de los Ángeles (Getafe)

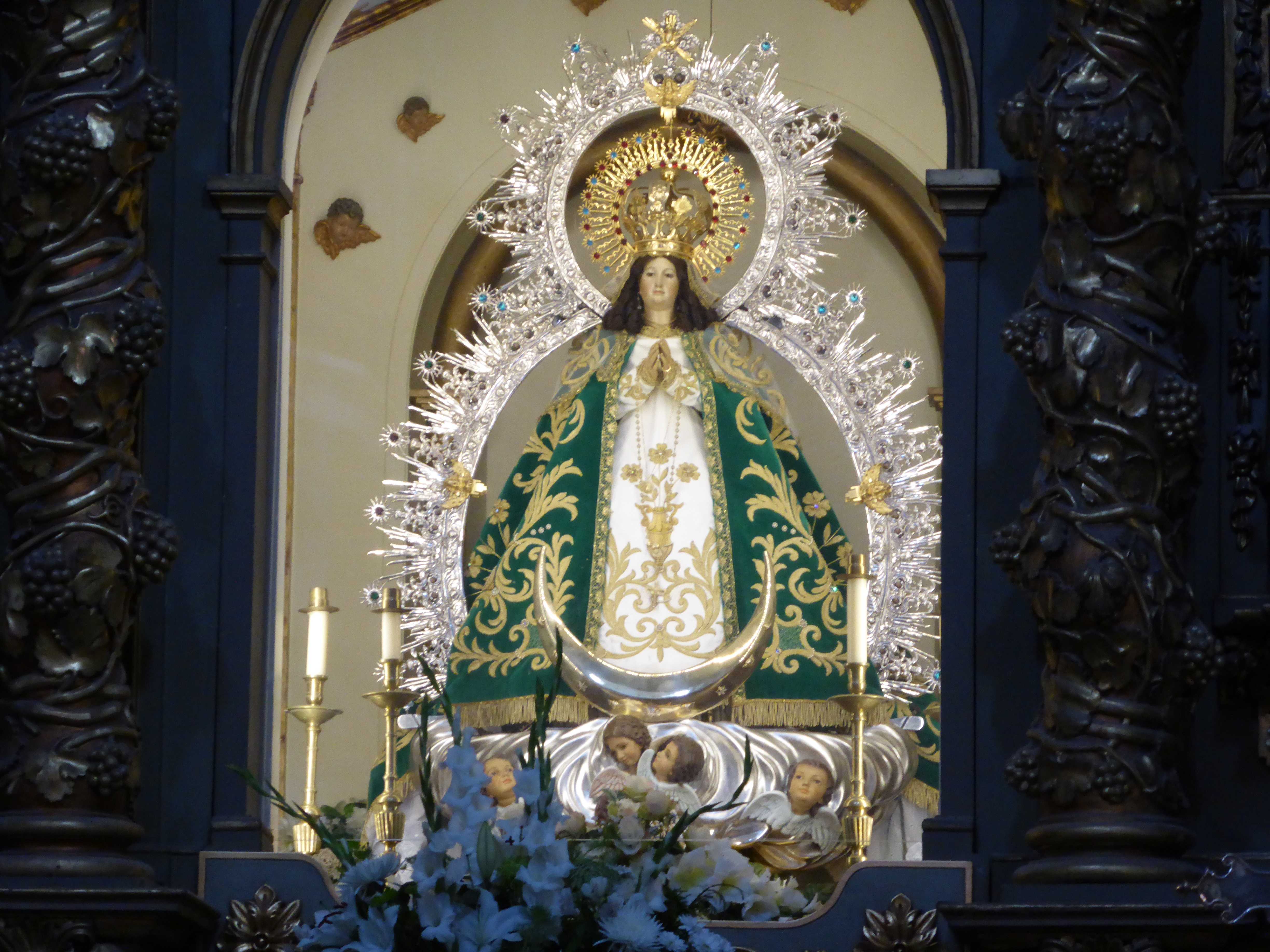
La imagen en el interior de la ermita de Nuestra Señora de los Ángeles.

La Virgen María, bajo la advocación de Nuestra Señora de los Ángeles es la Patrona de la ciudad de Getafe (Comunidad de Madrid, España), así como de la diócesis de Getafe y del partido judicial de Getafe.
Esta imagen es también conocida como Virgen de los Ángeles y muchos vecinos de Getafe se refieren a ella, desde el respeto y el cariño, con el apelativo familiar de Angelines.
La ermita de Nuestra Señora de los Ángeles, situada en el Cerro de los Ángeles, acoge la imagen durante la mayor parte del año, a excepción del período de las Fiestas Patronales, durante las que se traslada en romería a la ciudad de Getafe, albergándose entonces en la Catedral de Getafe. Esta tradición se realiza desde 1616, según los datos de la Real e Ilustre Congregación de Nuestra Señora de los Ángeles de Getafe.

## Historia
La leyenda sobre esta devoción popular cuenta que unos pastores encontraron la imagen de la Virgen en el Cerro de los Ángeles durante una tormenta y la llevaron a Pinto, desde donde la imagen regresó inexplicablemente al cerro por la noche; ocurriendo lo mismo cuando la trasladaron a Getafe. Por ello se le construyó una ermita en el Cerro de los Ángeles de Getafe (se cree que en el siglo XI, tras la conquista de Madrid por Alfonso VI).
Las primeras referencias escritas que se conservan sobre la imagen datan de 1610 y en 2002 se produjo la Coronación Pontifícia de la misma.

## Monumento
Durante las Fiestas Patronales se instala en la Catedral, en el altar mayor y justo delante del retablo mayor, un monumento consistente en una corona, unas telas a modo de manto y un castillete, que servirán para representar la Asunción de la Virgen a los Cielos durante la celebración de La Salve.

## La congregación
La imagen de Nuestra Señora de los Ángeles cuenta con una Hermandad, la Real e Ilustre Congregación de Nuestra Señora de los Ángeles, cuya finalidad es «promover la doctrina cristiana [...] y tributar a la Santísima Virgen, bajo la advocación de Nuestra Señora de los Ángeles, los cultos que le son debidos».
Cualquier fiel católico que así lo desee puede formar parte de esta Congregación, que actualmente es una de las más importantes de España en lo que a número de congregantes se refiere, actualmente más de 8.000. Esta Congregación cuenta con una Junta General anual, una Junta de Gobierno y un grupo de Camareras de la Virgen. Todos los años se designan, por orden cronológico entre los congregantes, 88 mayordomos.

## Fiestas Patronales en honor de Nuestra Señora de los Ángeles
Las Fiestas Patronales de Getafe, en el aspecto religioso, se celebran como sigue:
- Jueves de la Ascensión, con la "bajada" en romería de la Imagen de la Virgen de los Ángeles a la ciudad de Getafe.
- El sábado, dos días después de la romería, se hace la Ofrenda Floral a la Virgen.
- Víspera de Pentecostés, con la celebración de La Salve y la representación de la Asunción de la Santísima Virgen a los cielos.
- Domingo de Pentecostés, con paseíllo por las calles de Gafe y Misa Mayor por la mañana, así como solemne procesión por la tarde.
- Lunes de Pentecostés, con paseíllo por las calles de Getafe y Misa Mayor por la mañana, así como solemne procesión por la tarde.
- Martes de Pentecostés, con celebración de Santa Misa por los congregantes difuntos.
- Miércoles, con celebración de Santa Misa por los enfermos.
- Jueves, con el paso de los niños de la localidad por el manto de la Santísima Virgen.
- Viernes, con Santa Misa dirigida a los jóvenes y organizada por ellos mismos y Procesión de las Antorchas por la noche.
- Sábado, con la celebración del Rosario de la Aurora en procesión por las calles de la localidad.
- Domingo de la Santísima Trinidad, con la celebración de Misa Vespertina y "subida" de la Imagen a su Ermita en el Cerro de los Ángeles.

También se celebra el 2 de agosto la festividad de Nuestra Señora de los Ángeles.

## Otras
La Virgen de los Ángeles también es la copatrona del municipio de El Sauzal en la isla de Tenerife, se venera en la Ermita de Nuestra Señora de los Ángeles.